# 120ª Squadriglia
La 120ª Squadriglia trasformazione della 72ª Squadriglia caccia, era un reparto del Regio Esercito.

## Storia

### Prima guerra mondiale
Il 20 settembre 1917 la 72ª Squadriglia caccia SAML di Castenedolo (poi Aeroporto di Brescia-Montichiari) con una Sezione a Ponte San Pietro del III Gruppo (poi 3º Gruppo caccia terrestre) diventa la 120ª Squadriglia al comando del Capitano Teresio Ferrè che dispone di altri 8 piloti e 7 osservatori. 
In ottobre provano le mitragliatrici Revelli Fiat Mod. 14 tipo Aviazione sull'ala superiore, il 6 ottobre un SAML S.1 ha un incidente di volo ed il 12 ottobre il Sergente Antonio Nava ed il Cap. osservatore Pietro Pinna Parpaglia hanno un incidente di volo.
Il 10 dicembre il reparto entra nel IX Gruppo (poi 9º Gruppo caccia).
Nel 1917 ha svolto quadi 100 voli di guerra (anche quelli della 72ª).
Il 1º gennaio 1918 dispone di 7 piloti, 9 osservatori per 4 SAML ed il 27 febbraio un SAML S.2 ha un incidente di volo.
Nel mese di marzo il comando passa al Cap. Carlo Cesareni che dispone di 2 SAML e dal 26 aprile opera per la 7ª Armata.
Poi inizia la transizione sui Pomilio ed in giugno dispone di un S.2 ed un Pomilio PD.
All'inizio di luglio va a Medole con 2 PD e l'11 luglio il comando passa al Cap. Carlo Bartolini Bardelli.
Il 25 agosto l'unità va a Ponte San Marco entrando nel XX Gruppo (poi 20º Gruppo) per il XXV Corpo d'Armata ed il 29 ottobre un Pomilio PE ha un incidente di volo.
Il 4 novembre dispone di 4 PE operativi e nel 1918 ha svolto 30 voli di guerra.
Nel conflitto ha svolto (come 3ª Squadriglia caccia, 72ª e 120ª) 480 voli di guerra con 5 morti.
Viene sciolta il 1º dicembre 1918.

### Guerra civile spagnola
Nel settembre del 1936 i primi IMAM Ro.37 arrivano via nave al porto di Cadice ed avviati sul treno all'Aeroporto di Siviglia dove vengono rimontati e collaudati. A Siviglia nel mese di ottobre nasce la squadriglia Linci, poi 120ª ed inserita nel XXII gruppo da osservazione aerea (22º Gruppo autonomo caccia terrestre) dell'Aviazione Legionaria.
Nell'ottobre del 1937 il comando passa al Cap. Angelo Mastragostino. In novembre e dicembre la squadriglia opera sul fronte di Saragozza: la giornata del 10 dicembre la trova impegnata su Tardienta, con i gruppi da caccia e la forza da bombardamento.
Nel gennaio del 1938 il forte freddo ferma le operazioni aeree, poi l'attività riprende per arrivare nei mesi di luglio ed agosto successivo durante la Battaglia dell'Ebro in cui l'impiego dell'aviazione legionaria elimina l’ultima offensiva repubblicana.
Nella primavera 1939 gli aerei della 120ª sono consegnati al personale spagnolo.

### Seconda guerra mondiale
Al 10 giugno 1940 la 120ª Squadriglia Autonoma Osservazione Aerea era all'Aeroporto di Tirana con 10 IMAM Ro.37bis per il Comando Superiore Truppe Albania dell'Aviazione Ausiliaria per l'Esercito.
Il 28 ottobre 1940 nell'ambito della Campagna italiana di Grecia è in Albania nel 72º Gruppo O.A. dislocata ad Argirocastro.
In dicembre è trasferita a Valona da dove dopo l'Invasione della Jugoslavia dell'aprile 1941 partecipa alle operazioni di contro guerriglia nel 72º Gruppo. 
Il 5 agosto 1942 la 120ª Squadriglia Autonoma O.A. esce dal 19º Stormo O.A. della Regia Aeronautica per andare nel territorio della 2ª Squadra Aerea nel 21º Stormo O.A. e nel successivo mese di settembre era a Mostar (poi Aeroporto Internazionale di Mostar).